# Поткин, Валерий Александрович (1952)
Вале́рий Алекса́ндрович По́ткин (бел. Валерый Аляксандравіч Поткін, род. 7 апреля 1952 год, Новогрудок, БССР) — белорусский предприниматель, инженер-строитель, генеральный директор ЗАО НПО «Эльвира».
Лучший предприниматель Беларуси (2006 год). Почётный строитель Беларуси. Участник многочисленных реконструкций, реставраций, восстановления исторических памятников архитектуры.  Член Белорусской ассоциации промышленников и предпринимателей, член-корреспондент Белорусской инженерной технологической академии.

## Биография
В 1978 году окончил БПИ. Работал токарем на минском заводе им. Вавилова (1969—70), плотником, техником, инженером, старшим товароведом РСУ Центрального района (1973—76); мастером, прорабом, начальником участка РСУ Первомайского района (1976—82); начальником ПТО, главным инженером РСУ № 20 «Стройбытремонт» (1982—85); начальником участка, начальником отдела СУ № 271 Треста № 35 (1985—91).
С 1991 по 2005 г.г. — директор ООО «Эльвира». С 2005 года — генеральный директор строительной «Научно-производственной организации „Эльвира“».
В 2007 году совместно с Союзом архитекторов Беларуси утвердил Почётный приз «Зодчий Беларуси» (и является его постоянным спонсором), который ежегодно вручается Белорусским Союзом архитекторов на национальном фестивале архитектуры. Почётным призом «Зодчий Беларуси» отмечаются люди, внесшие весомый вклад в развитие белорусской архитектуры.
В 2007 году выступил с инициативой установления в Минске памятников «Экипаж» (на пл. Свободы) и «Зодчий» (на пл Независимости). Памятники были возведены на средства минской фирмы «Эльвира», созданы скульптором Владимиром Жбановым.
В 2014 году в родном Новогрудке выкупил и восстановил гостиницу «Европа» — историческое здание в центре города.

## Награды
- 1994 год — Диплом и медаль «Лучший объект года» в конкурсе Союза архитекторов Республики Беларусь[6].
- 2002 год — Медаль от Патриарха Московского и всея Руси Алексия II за участие в строительстве Дома милосердия в Минске[6].
- 2002 год — Почётная грамота за высокие производственные показатели в организации строительных работ на объектах МВД[6].
- 2002 год — Диплом «Поклонись солдатам Победы» от ОО «Общество милосердия инвалидов ВОВ»[6].
- 2002 год — Валерий Поткин получил высокую оценку организационной деятельности в строительном бизнесе на Международном конгрессе в Германии (Хинделанг)[6].
- 2003 год –  Почётная грамота за значительный вклад при строительстве памятника военнослужащим МВД погибшим при исполнении служебного и воинского долга.
- 2004 год –  Почётная грамота БОО «Товарищества памяти воинов жертв ВОВ» за благотворительность ветеранам.
- 2004 год — Благодарность и именные часы от президента РБ «…за значительный вклад в реконструкцию культурно-спортивного республиканского унитарного предприятия „Дворец спорта“. И подготовку его к проведению чемпионата мира МЛХФ 2004 среди юниоров»[5].
- 2004 год — Орден Почёта «за многолетний творческий труд в строительстве, значительный вклад по разработке и внедрению высоких технологий и передовых форм организации производства»[6].
- 2004 год — Грамота Министерства спорта и туризма «…за исключительно добросовестную работу и высокий профессионализм, проявленные при проведении работ по реконструкции Дворца спорта»[5].
- 2004 год — Медаль от Патриарха Московского и всея Руси «…в благодарность за понесенные труды по строительству Дома милосердия в городе Минске»[5].
- 2004 год — Юбилейная медаль Совета Федерации профсоюзов Беларуси «Сто гадоў прафсаюзнаму руху Беларусі»[6].
- 2006 год — «Руководитель года» по итогам Конкурса на лучшее достижение в строительной отрасли Республики Беларусь[13].
- 2006 год — Благодарность Минского гориспокома[6].
- 2006 год — Медаль Национального олимпийского комитета Республики Беларусь «За выдатныя заслугі»
- 2006 год –  Грамота Патриаршего Экзарха митрополита Минского и Слуцкого Филарета «С благословением за усердные труды во славу церкви Христовой»
- 2006 год –  Диплом «Лучший предприниматель 2006 года г. Минска» в номинации «Организатор новых рабочих мест».
- 2007 год — Почётная грамота за высокие производственные показатели в организации строительных работ на объектах МВД[6].
- 2007 год — Диплом «Поклонись солдатам Победы» от ОО «Общество милосердия инвалидов ВОВ»[6].
- 2007 год — «Лучший предприниматель Минска»[6].
- 2007 год — «Лучший предприниматель Республики Беларусь» «за достижение высоких показателей в финансово-хозяйственной» в номинации «Лучший предприниматель — организатор новых рабочих мест»[14][6].
- 2008 год — Медаль Министерства внутренних дел РБ «90 год міліцыі Беларусі»[6].
- 2008 год — «Минчанин года». Почётное звание присвоено решением Минского горисполкома «за высокие достижения в труде, особый личный вклад в социально-экономическое и культурное развитие города Минска по результатам работы за 2007/2008 год»[15].
- 2008 год — Почётный знак Министерства архитектуры и строительства РБ «Почётный строитель» (награждён нагрудным знаком)[6].
- 2009 год — Нагрудный знак Министерства культуры РБ «За ўклад у развіццё культуры Беларусі»[6].
- 2009 год — Медаль Белорусской Православной Церкви «Святитель Кирилл Туровский»  от Митрополита Минского и Слуцкого Патриаршего Экзарха Всея Беларуси Филарета.
- 2012 год — Медаль Белорусской Православной Церкви «Святой Великомученицы Анастасии Узорешительницы» I степени, от Митрополита Минского и Слуцкого Патриаршего Экзарха Всея Беларуси Филарета[6].
- 2013 год — Нагрудный знак ГУ «Центр судебных экспертиз и криминалистики министерства юстиции РБ «За адзнаку».
- 2015 год — Юбилейная медаль Совета Федерации профсоюзов Беларуси «110 гадоў прафсаюзнаму руху Беларусі»[4].
- 2020 год  – Почётный член Белорусского Союза Архитекторов.
- 2020 год — Медаль Белорусской Православной Церкви «Преподобная Евфросиния Игумения Полоцкая», от Митрополита Минского и Заславский Патриаршего Экзарха Всея Беларуси Павла.
- 2021 год – удостоен медали БСА «За преданность архитектуре и творческие достижения»
- 2021 год – Паздяка мэтру рэстаўрацыi Рэспублiканскага грамадскага аб’яднання рэстаўратараў за вялiкi ўклад у справу захавання гiсторыка-культурнай спадчыны Беларусi.